# Rodolfo Loffredo
Rodolfo Loffredo (Cagliari, 5 giugno 1870 – Roma, 20 gennaio 1956) è stato un magistrato e politico italiano.
In magistratura dal 1889 è stato procuratore generale presso la sezione autonoma di Corte d'appello di Trento, sostituto procuratore generale presso la Corte d'appello di Trieste, procuratore generale della Corte di Appello di Palermo, procuratore generale della Corte di Appello dell'Aquila, procuratore generale onorario di Corte di cassazione. Fu avvocato fiscale militare durante la prima guerra mondiale.